# Барановський Дмитро Ярославович
Дмитро́ Яросла́вович Барано́вський (нар. 28 липня 1979) — український легкоатлет, який спеціалізується у бігу на довгі дистанції та марафонському бігу, учасник Олімпійський ігор (2004), чемпіон та призер чемпіонатів України, рекордсмен України. Майстер спорту України міжнародного класу. Закінчив Білоцерківський аграрний університет.
4 грудня 2005 переміг на Фукуокському марафоні з новим рекордом України (2:08.29), ставши першим українським марафонцем в історії, який подолав рубіж 2:10 у марафонському бігу. Наступного року був у Фукуоці другим, покращивши минулорічний національний рекорд (2:07.15).

## Основні міжнародні виступи
| Рік  | Змагання                      | Місто     | Місце | Дисципліна   | Примітки |
| ---- | ----------------------------- | --------- | ----- | ------------ | -------- |
| 1998 | Чемпіонат світу серед юніорів | Ансі      | ф9    | 5000 м       |          |
| 1998 | ф7                            | 10000 м   |       |              |          |
| 1999 | Чемпіонат Європи серед молоді | Гетеборг  | ф8    | 5000 м       |          |
| 1999 | ф4                            | 10000 м   |       |              |          |
| 2000 | Чемпіонат Європи в приміщенні | Гент      | 1заб9 | 3000 м       |          |
| 2001 | Чемпіонат Європи серед молоді | Амстердам | 2     | 5000 м       |          |
| 2001 | 1                             | 10000 м   |       |              |          |
| 2001 | Універсіада                   | Пекін     | ф7    | 5000 м       |          |
| 2001 | ф9                            | 10000 м   |       |              |          |
| 2002 | Кубок Європи                  | Ансі      | ф7    | 5000 м       |          |
| 2004 | Олімпійські ігри              | Афіни     | —     | марафон      | DNF      |
| 2005 | Універсіада                   | Ізмір     | ф15   | напівмарафон |          |
| 2014 | Чемпіонат Європи              | Цюрих     | —     | марафон      | DNF      |

## Марафонські забіги
| Рік  | Змагання               | Місто              | Місце | Примітки |
| ---- | ---------------------- | ------------------ | ----- | -------- |
| 2003 | Франкфуртський марафон | Франкфурт-на-Майні | 5     |          |
| 2004 | Гамбургський марафон   | Гамбург            | 10    |          |
| 2004 | Олімпійські ігри       | Афіни              | DNF   |          |
| 2004 | Франкфуртський марафон | Франкфурт-на-Майні | 6     |          |
| 2005 | Гамбургський марафон   | Гамбург            | 5     |          |
| 2005 | Фукуокський марафон    | Фукуока            | 1     |          |
| 2006 | Віденський марафон     | Відень             | 3     |          |
| 2006 | Фукуокський марафон    | Фукуока            | 2     |          |
| 2007 | Сеульський марафон     | Сеул               | 6     |          |
| 2008 | Марафон озера Біва     | Оцу                | 17    |          |
| 2009 | Токійський марафон     | Токіо              | 7     |          |
| 2009 | Фукуокський марафон    | Фукуока            | 3     |          |
| 2010 | Бостонський марафон    | Бостон             | 17    |          |
| 2010 | Краківський марафон    | Краків             | 2     |          |
| 2010 | Фукуокський марафон    | Фукуока            | 6     |          |
| 2011 | Фукуокський марафон    | Фукуока            | 7     |          |
| 2012 | Фукуокський марафон    | Фукуока            | 10    |          |
| 2013 | Варшавський марафон    | Варшава            | 7     |          |
| 2013 | Франкфуртський марафон | Франкфурт-на-Майні | DNF   |          |
| 2014 | Варшавський марафон    | Варшава            | 9     |          |
| 2014 | Чемпіонат Європи       | Цюрих              | DNF   |          |
| 2014 | Фукуокський марафон    | Фукуока            | DNF   |          |
| 2015 | Фукуокський марафон    | Фукуока            | 8     |          |
| 2017 | Варшавський марафон    | Варшава            | 7     |          |
| 2019 | Варшавський марафон    | Варшава            | 25    |          |